# Universal War One
Universal War One, également appelée UW1, est une série de bande dessinée de science-fiction française, créée par Denis Bajram et éditée en album de décembre 1998 à juin 2006 par Soleil Productions avant d'être reprise dans la collection Quadrant Solaire à l'occasion de la sortie du sixième tome.
À partir de 2005, tous les albums sont réédités par Quadrants, une maison d'édition issue du label « Quadrant Solaire » créé par les auteurs Denis Bajram et Valérie Mangin, et devenu par la suite éditeur indépendant.

## Description

### Synopsis
À la fin du XXIe siècle, l'humanité a entièrement conquis le système solaire. Les progrès technologiques accomplis, et notamment la découverte de l'antigravité, ont permis d'installer de vastes colonies sur la Lune et Mars, rebaptisées à cette occasion « Terre 2 » et « Terre 3 ». Diverses stations spatiales et autres installations permettent d'exploiter les richesses des autres planètes du système et de leurs satellites, comme Titan ou Obéron.
Sur Terre, les gouvernements ont pour la plupart disparu, rassemblés au sein d'une entité supranationale née de ce qui fut l'ONU et appelée « Gouvernement Central des Terres Unies » ou UECG, de son appellation anglaise United Earthes Central Government. Basée à New York, l'UECG est une structure à la fois politique et militaire, ayant à sa disposition une gigantesque flotte armée – l'United Earthes Force ou UEF – lui permettant d'assurer le contrôle du système solaire.
Le seul réel contre-pouvoir à l'UECG – le pouvoir économique – est alors détenu par les Compagnies Industrielles de Colonisation ou CIC. Au nombre de neuf et dotées d'un conseil d'administration commun, celles-ci sont nées de l'acquisition par des intérêts privés de concessions permettant d'exploiter les ressources naturelles de diverses planètes et satellites du système solaire. Une activité qui, en quelques décennies, a fait des CIC les sociétés les plus riches et les plus puissantes du système.
Dès lors, les tensions entre les deux puissances ne cessent de croître et les CIC commencent à se doter, dans le plus grand secret, de structures militaires propres, travaillant sur des projets d'armes nouvelles. Dans ce contexte, l'apparition au-delà de l'orbite de Saturne du mystérieux phénomène appelé « le Mur » devient l'élément déclencheur du conflit entre l'UEF et les CIC, une guerre civile qui pourrait bien se globaliser et devenir la Première Guerre universelle…

### Les personnages

#### L'escadrillePurgatory
Dirigée par le capitaine Williamson et le lieutenant Von Ritchburg, l'escadrille Purgatory est un groupe composé de cinq officiers relevés de leurs fonctions initiales et en attente d'un jugement en cour martiale. Les sept membres de l'escadrille sont les personnages centraux de la série.
John BaltimoreSurnommé « Balti », Baltimore est né aux États-Unis le 5 octobre 2067 et est donc âgé de trente-et-un ans au moment de l'ouverture de l'histoire. Titulaire du grade de Lieutenant pilote, il s'est engagé dans l'UEF en 2090. Durant ses études, il est membre de l'équipe de football américain de son université au poste de quarterback et y connaît un certain succès. Son diplôme en poche, il est contacté par l'UEF qui souhaite créer sa propre équipe. Un temps hésitant, Baltimore est finalement convaincu par les perspectives de gloire et d'aventure que lui promet le recruteur.
Baltimore a été inculpé devant la cour martiale le 7 septembre 2097 pour des faits de désobéissance. Lors d'une mission de secours à un vaisseau transbordeur victime d'un incendie, Baltimore a sciemment ignoré les ordres de la tour de contrôle et s'est dirigé vers le vaisseau en détresse, provoquant un accident avec la navette des secours qui arrivait sur le site. Outre les blessés dans l'accident, l'équipage du transbordeur en feu n'a pas pu être secouru à temps. Le bilan final de l'accident sera de douze morts et trois blessés graves.
Paulo DelgadoSurnommé « Mario », Paulo Delgado est né en Bolivie le 5 février 2056 et est donc âgé de 42 ans au moment de l'ouverture de l'histoire. Titulaire du grade de Sous-Lieutenant technicien, Mario s'est engagé dans l'UEF en 2085. Si les circonstances de son engagement dans l'armée ne sont pas clairement précisées, il semble que ce choix soit lié à une déception sentimentale. Mario a en effet appris le jour de son mariage que l'enfant qu'attendait sa femme n'était pas de lui et qu'elle ne l'épousait que pour les apparences, avec la ferme intention de le quitter dès l'enfant né.
D'un naturel peureux, Mario se retrouve inculpé en cour martiale le 17 novembre 2097 pour un acte de désertion ; alors qu'il dirigeait plusieurs vaisseaux en manœuvre, Mario a tenté de rebrousser chemin pour fuir un essaim d'astéroïdes. Envoyant des instructions contradictoires aux moteurs dont il avait le contrôle, il a ainsi provoqué la dislocation de plusieurs appareils.
Amina El MouddenAmina est née au Bahreïn le 17 septembre 2070 et est donc âgée de 28 ans au moment de l'ouverture de l'histoire. Titulaire du grade de Lieutenant pilote, elle s'est engagée dans l'UEF en 2088, le jour même de son dix-huitième anniversaire, pour des raisons familiales. Bien que celles-ci ne soient pas explicitées dans le récit, il est clairement fait référence au fait qu'Amina a subi des violences sexuelles de la part de son père durant sa jeunesse. Ces agressions auraient provoqué, de manière indirecte, la mort de la mère d'Amina.
Devenue militaire, c'est de nouveau en raison d'une agression sexuelle qu'Amina El Moudden se retrouve inculpée en cour martiale le 29 mars 2097. Violée par un colonel, Amina avait décidé de se faire justice dès le lendemain des faits ; après avoir assommé son agresseur, elle l'a émasculé en se servant d'un cutter.
Edward KalishKalish est né aux États-Unis le 5 mars 2056, et est donc âgé de quarante-deux ans au moment de l'ouverture de l'histoire. Titulaire du grade de Lieutenant-Colonel, il s'est engagé dans l'UEF en 2092. Bien qu'issu d'un milieu très modeste, il a étudié dans les meilleures écoles et possède quatre doctorats en math et en physique. Il était le chef de la division scientifique de la Troisième Flotte de l'UEF. Il semble également être le seul savant capable de comprendre le Mur, et en tirera avantage auprès de la hiérarchie.
Malgré son niveau scientifique, Ed est un colosse qui porte un bandana avec un motif de tête-de-mort et est sujet à des accès de violence. À la suite d'une simple altercation, il ravagera un bar et sera inculpé en cour martiale avant de rejoindre l'escadrille Purgatory qu'il ne commande pas même s'il est le plus haut gradé.
Milorad RacuniscaMilorad est né en Serbie le 9 octobre 2069, et est donc âgé de vingt-neuf ans au moment de l'ouverture de l'histoire. Titulaire du grade de Sous-lieutenant pilote, il s'est engagé dans l'UEF en 2087, voyant en cela un acte de vengeance contre les popes qui l'ont élevé dans un orphelinat dans la haine de l'Occident et où il a subi des châtiments corporels.
Son éducation n'a pas arrangé les pulsions sexuelles frustrées auxquelles il est soumis, et il sera inculpé de viol sur une femme-soldat.
Kate Von RitchburgKate est née en Allemagne le 12 novembre 2074, et est donc âgée de vingt-quatre ans au moment de l'ouverture de l'histoire. Titulaire du grade de Lieutenant pilote, elle est la fille de l'amiral Friedrich Von Ritchburg commandant la Troisième Flotte de l'UEF. Elle est la commandante en second de l'escadrille Purgatory, bien qu'elle n'ait commis aucun crime. Elle l'a rejointe pour soutenir Williamson qu'elle considère comme sa deuxième mère. Ses relations avec son père ne sont pas au beau fixe.
June WilliamsonJune est née en Afrique du Sud le 7 novembre 2059, et est donc âgée de trente-neuf ans au moment de l'ouverture de l'histoire. Titulaire du grade de Capitaine, elle dirige l'escadrille Purgatory dont elle tente de réhabiliter les membres en les faisant réfléchir sur leurs crimes respectifs sans pour autant les retirer du service actif.
Quinze ans avant le début de l'histoire, elle avait été envoyée pour mater des émeutes sur Titan, mais elle désobéit à ses supérieurs qui lui ordonnaient de tirer dans la foule. Elle sauva ainsi la femme et la fille de l'amiral qui s'y trouvaient, et ce dernier finira par intercéder en sa faveur en autorisant la création de l'escadrille Purgatory.

#### Les Compagnies Industrielles de Colonisation (CIC)
- Paul Thin
- Norton de Castelfigeac
- Le gouverneur de Mars
- Le scientifique barbu

#### L'UEF
L'amiral Friedrich Von RichtburgOriginaire d'Allemagne, il est le commandant en chef de la Troisième Flotte de l'UEF, en fonction au début de l'histoire. Bien qu'adoptant la plupart du temps une attitude toute militaire, c'est lui qui créa l'escadrille Purgatory pour remercier Williamson d'avoir sauvé sa famille sur Titan, et il intercédera souvent en faveur de ses membres. Malgré cela, sa fille Kate considère qu'il exerce un contrôle trop strict sur sa vie.

### Repères chronologiques
Sont listés ci-dessous quelques points de repère permettant de situer les événements précédant l'ouverture du récit :
- Fin des années 1980 — Démonstration de l'effet Casimir
- 2023 — Découverte du théorème de Landstadt démontrant l'existence de l'antigravité
- 2036 — Construction des premiers modules d'antigravité
- 2043 — Création de la première centrale nucléaire à fusion entièrement fonctionnelle
- 2044 — Premier vol d'un véhicule dit « Anti-G »
- 2050 — Débuts de la colonisation du système solaire externe ; fondation des CIC
- 2065 — Les CIC se dotent d’un conseil d’administration commun[13]
- 2067 — Réorganisation de l’ONU en « Gouvernement Central des Terres Unies » ; création de l’UEF
- Années 2070 — Grandes grèves de mineurs sur les satellites de Jupiter et de Saturne
- 2098 — Ouverture du Mur ; début du conflit entre l'UEF et les CIC

## Postérité

### Accueil critique
D'après Patrick Gaumer, Universal War One « se classe très vite parmi les meilleures séries contemporaines de science-fiction, appréciée tant pour son graphisme flamboyant que pour son scénario complexe ».

### Adaptation
En 2013, un long métrage en prise de vues réelles est annoncé avec un budget de 40 millions de dollars.

### Universal War Two
Denis Bajram a publié à partir de septembre 2013 la suite de Universal War One : Universal War Two, ou UW2.

### Anecdotes
- Denis Bajram s'inspire des principaux épisodes bibliques pour donner le ton de chaque tome.
- Le quatrième tome est sorti dans les semaines qui ont suivi les attentats du 11 septembre 2001 aux États-Unis. L'auteur a maintenu la sortie, ainsi que ses dessins, ce qu'il explique dans la préface de cet album[16]. Il raconte donc la destruction de la Terre à partir de New York avec le World Trade Center visible.
- La sortie du cinquième album a été plusieurs fois repoussée, l'auteur ayant décidé de changer sa technique de dessin (Il est passé d'un dessin traditionnel à la technique numérique). Ce travail préparatoire est visible dans Universal War One - tome 5 : work in progress, publié en septembre 2004, et tiré à 5 000 exemplaires.

## Publications

### Albums
Les six premières éditions :
- 1 La Genèse, Soleil Productions, 1998
Scénario, dessin et couleurs : Denis Bajram - (ISBN 2-87764-807-9)
- 2 Le Fruit de la connaissance[17], Soleil Productions, 1999
Scénario, dessin et couleurs : Denis Bajram - (ISBN 2-87764-937-7)
- 3 Caïn et Abel, Soleil Productions, 2000
Scénario, dessin et couleurs : Denis Bajram - (ISBN 2-84565-037-X)
- 4 Le Déluge, Soleil Productions, 2001
Scénario, dessin et couleurs : Denis Bajram - (ISBN 2-84565-234-8)
- 5 Babel, Soleil Productions, 2004
Scénario, dessin et couleurs : Denis Bajram - (ISBN 2-84565-406-5)
- 6 Le Patriarche, Soleil Productions, « Quadrant Solaire », 2006
Scénario, dessin et couleurs : Denis Bajram - (ISBN 2-84946-095-8)

### Intégrales
- Intégrale, Soleil Productions, « La Preuve par 3 », 2001
Scénario, dessin et couleurs : Denis Bajram - (ISBN 2-84565-246-1)
- L'Intégrale, Quadrants, « Solaires », 2008
Scénario, dessin et couleurs : Denis Bajram - (ISBN 978-2-302-00222-7)

## Univers de la série

### Thème du voyage dans le temps
Le thème du voyage dans le temps, récurrent en science-fiction, est ici abordé d'une manière originale par Denis Bajram. Dans UW1 le déplacement dans le temps est, au début, un effet secondaire du voyage à l'intérieur du mur. Celui-ci s'avère être un wormhole (à traduire par trou de ver) qui modifie la structure de l'espace-temps en son sein. Les vaisseaux, protégés par leurs champs anti-gravitationnels peuvent se déplacer à l'intérieur du wormhole. Mais lorsque celui-ci s'ouvre ou se referme, l'espace-temps autour des vaisseaux se contracte ou se dilate tandis que les aéronefs restent immobiles, ce qui se traduit par un "saut" dans l'espace et le temps. Au fur et à mesure de leur compréhension du phénomène, les différents personnages en font un outil et même une arme terrifiante.

En ce qui concerne les paradoxes qui se soulèvent dès lors qu'on parle de voyage dans le temps (tels le paradoxe du grand-père), Denis Bajram déclare : 
« le continuum espace-temps est un tout cohérent : le temps y est la conséquence de tous les voyages qui y ont lieu et qui y auront lieu un jour. […] les héros d'UW1 n'ont pas modifié l'Histoire : ils ont leur propre histoire de tout temps. Si leurs actes avaient été différents, l'Histoire aurait toujours été différente de tout temps. »
C'est pourquoi il avait déjà écrit le scénario dans le moindre détail avant même la publication du premier volume. On peut admirer son "Tableau Synoptique" dans les pages annexes du tome final.

### Vaisseaux
UEFTransbordeur ; Trihédron ; UESS Gengiskhan ; Porte-conteneurs ; Navette de secours ; Cuirassé ; Croiseur ; Destroyer ; Cinétique ; Station Alpha.
CICSphère ; Station wormhole, ; Station Alpha.